# Burgsinn
Burgsinn är en köping (Markt) i Landkreis Main-Spessart i Regierungsbezirk Unterfranken i förbundslandet Bayern i Tyskland.
Köpingen ingår i kommunalförbundet Burgsinn tillsammans med köpingen Obersinn och kommunerna Aura im Sinngrund, Fellen och Mittelsinn.